# Hylaea messene
Hylaea messene är en fjärilsart som beskrevs av Druce 1892. Hylaea messene ingår i släktet Hylaea och familjen mätare. Inga underarter finns listade i Catalogue of Life.